# Jezioro Alberta
Jezioro Alberta (ang. Lake Albert, fr. Lac Albert, Albert Nyanza, dawniej jezioro Mobutu Sese Seko) – jezioro w Afryce, jedno z Wielkich Jezior Afrykańskich, siódme pod względem powierzchni na tym kontynencie.
Jezioro położone jest na północny zachód od Jeziora Wiktorii, na granicy Ugandy i Demokratycznej Republiki Konga. Odkryte zostało (przez Europejczyków) w 1864. Powierzchnia jeziora wynosi 5600 km².